# Oleksandra Milenko
Oleksandra Jurijivna Milenko (ukrainska: Міленко Олександра Юріївна), född 29 juni 1999 i Bila Tserkva, Ukraina, är en ukrainsk volleybollspelare (vänsterspiker).
Milenko har spelat med Ukrainas landslag, både på junior och seniornivå. Hon har spelat med klubbar i Ukraina, Ryssland och Turkiet.